# Informaticus
Een informaticus ofwel computerwetenschapper is iemand die een academische en wetenschappelijke informaticaopleiding heeft voltooid of verantwoordelijk is voor een aanzienlijke bijdrage aan het vakgebied.
Naast opleidingen tot informaticus bestaan er ook sterk informatica-georiënteerde ingenieursopleidingen. Door bijkomende opleidingen en werkervaring kunnen ingenieurs en wiskundigen vaak op hetzelfde niveau komen.
Vanwege het vrij jonge vakgebied, gebruikt men in het algemeen alsnog foutief zeer ruim de term 'informaticus' voor iedereen die iets doet qua beroepsactiviteit op vlak van computers en programmeren. Een programmeur is niet noodzakelijk een informaticus, net zoals een laborant niet noodzakelijk een scheikundige is.

## Informaticus versus informatiekundige
Een onderscheid dat moet worden gemaakt, is dat tussen de informaticus en de informatiekundige. De informatiekundige is deskundig in een ander vakgebied dan de informatica, namelijk de informatiekunde, waarbinnen men zich vooral met het nut en de toepassing van computersystemen binnen organisaties bezighoudt, en ook bijvoorbeeld zaken als organisatiecultuur en bedrijfseconomie in beschouwing worden genomen. Een informatiekundige is niet zozeer geïnteresseerd in algoritmen en efficiënte computerprogramma's, en laat dat over aan de informaticus, maar is o.a. eerder geïnteresseerd in de nuttige toepassing ervan om grote hoeveelheden informatie op bijvoorbeeld het Web te kunnen bestuderen.

## Informaticus versus ICT'er
Een ICT'er is iemand die in de ICT-branche werkzaam is. Dit kan een informaticus zijn, maar dit is zeker niet noodzakelijk. Een informaticus heeft doorgaans een academische informaticastudie voltooid. Aangezien informaticus geen beschermde titel is en informatici op zeer verschillende niveaus werken kan er makkelijk begripsverwarring ontstaan wanneer iemand zich informaticus noemt.

## Academische graden

### Nederland
In Nederland worden alleen degenen die een universitaire opleiding (doctorandus) hebben afgerond in de informatica of hierin zijn gepromoveerd (doctor) beschouwd als informatici. Ingenieurs met een opleiding technische informatica zijn informatica-ingenieurs. Vanwege de invoering van het bachelor-masterstelsel verkrijgt een afgestudeerde informaticus tegenwoordig ook de graad Master of Science (MSc). Verder kent men in Nederland ook een hbo-opleiding in de informatica, namelijk tot Bachelor of Information and Communication Technology (BICT).

### Vlaanderen
Informatici in Vlaanderen zijn gegradueerden, licentiaten of doctors in de informatica of de toegepaste informatica. De (burgerlijk) ingenieurs computerwetenschappen, (industrieel) ingenieurs informatica en (handels)ingenieurs beleidsinformatica zijn aldaar de ingenieurs met een sterk informatica-georiënteerde component.